# 短帶平鰭鮠
短帶平鰭鮠，為輻鰭魚綱鯰形目平鰭鮠科的其中一種，為熱帶淡水魚，分布於非洲坦干伊喀湖支流及剛果河上游Lualaba河流域，體長可達3.4公分，棲息在底層水域，生活習性不明。

## 擴展閱讀
維基物種上的相關：短帶平鰭鮠